# Atbara (město)
Atbara (arabsky عطبرة‎) je město nacházející se v severní části Súdánu na řece Nil v místech, kde do Nilu přitéká jeho poslední přítok – řeka Atbara. Počet obyvatel činí cca 110 000. Je důležitou železniční křižovatkou, kde se spojuje trať z Wádí Halfy a Port Súdánu a dále pokračuje do Chartúmu. Asi 80 km jižně od Atbary po silnici vedoucí do hlavního města se nachází nejznámější a nejvýznamnější súdánská pamětihodnost, pyramidy Meroe. Vzdálenost od hlavního města Chartúmu je 280 km.
Celé město se dá rozdělit do dvou částí. Na západ od železniční tratě se nachází klasické africké město s tržišti a autobusovými terminály, zatímco na východ se rozprostírá bývalá čtvrť železničních zaměstnanců stavěná postupně v 19. století Angličany. Celá čtvrť je velice poklidná a postavena v podobném stylu nízkých jednopatrových cihlových vilek, ze kterých je zřetelně patrný anglický koloniální vliv. Široké ulice jsou lemovány stromořadím.
V roce 1889 se zde utkala Kitchenerova armáda s mahdisty, kteří měli sílu 14 tisíc mužů. Během bitvy zahynulo skoro 2 tisíce Súdánců. Atbara je rovněž považována díky svému průmyslu za místo, kde se zrodilo Súdánské dělnické hnutí, přičemž stávky v letech 1940–1950 jsou prvními známkami vzestupu súdánského nacionalismu.